# Filattiera
Filattiera (Faltéra in dialetto locale) è un comune italiano di 2 167 abitanti della provincia di Massa-Carrara in Toscana.
Il comune fa parte del Parco nazionale dell'Appennino Tosco-Emiliano.

## Geografia fisica

### Territorio
Il territorio del comune di Filattiera si estende per 48,97 km² in una zona montagnosa e collinare, sulla riva sinistra del Magra, nell'alta Lunigiana. Oltre che dal Magra, il comune è bagnato anche dal torrente Caprio.
Originatasi come centro signorile, Filattiera ha raggiunto l'attuale assetto territoriale nel 1865, quando le furono aggiunte le frazioni di Rocca Sigillina, Cavallana, Lusignana e Gigliana, staccate dal comune di Bagnone.
- Classificazione sismica: zona 2 (sismicità medio-alta), Ordinanza PCM 3274 del 20/03/2003

### Clima
- Classificazione climatica: zona E, 2191 GG
- Diffusività atmosferica: media, Ibimet CNR 2002

## Origini del nome
Filattiera corrisponde all'antica Filateria o Feleteria Castrum,
 il nome deriverebbe dal termine greco ϕυλακτήριον (dal greco ϕυλάσσω, "difendere" o "preservare") con il quale i bizantini indicavano le torri di guardia poste a sbarramento dei punti strategici dei loro sistemi difensivi. Il paese fu difatti assieme a Filetto e, secondo alcuni, a Mulazzo una fortificazione bizantina durante le guerre longobardo-bizantine.

## Storia
La zona attorno Filattiera, come la totalità della Val di Magra, è il prodotto delle civiltà e delle varie dominazioni che si sono di volta in volta succedute: dai Liguri ai Romani, dai Bizantini ai Longobardi fino ai Malaspina e i Medici.

### Età del ferro
La zona è stata frequentata già in epoca preistorica, come testimoniano le sette statue stele trovate nell’area circostante la Pieve di Sorano e i numerosi reperti di età del ferro. 
La zona è stata abitata dai Liguri, come mostrano due tombe a casetta dell'età del ferro rinvenute nel 1921 nei pressi della stazione.

### Periodo romano
La fase romana era insediata a fondovalle ed è testimoniata dalla presenza di una mansio recentemente indagata archeologicamente.
Nel 109 a.C., l'allora censore Marco Emilio Scauro si occupò della creazione della Via Aemilia Scauri, la prima strada che collegava in modo diretto la colonia e porto romano di Luni ai centri abitati della valle Padana (Parma e Piacenza). La via permise lo sviluppo della zona, conducendo verso l'età imperiale alla fondazione di un nucleo abitato strategico per la sua posizione d'osservazione e di difesa sulla via di collegamento. Intorno alla pieve cittadina sono stati rinvenuti i resti di un antico villaggio romano a testimonianza dell'insediamento.

### Periodo bizantino
Belisario, generale dell'imperatore d'Oriente Giustiniano, a partire dal 535 era incaricato di difendere l'Italia dai Goti. Verso l'anno 540 decise di creare, sul confine settentrionale di Luni, una "chiusa" che, come uno sbarramento fortificato della valle, impedisse loro di scendere verso Luni stessa e quindi verso Roma. 
Questa decisione probabilmente diede origine al nucleo abitato da cui successivamente derivò la moderna Filattiera (dal greco Fulacterion, luogo fortificato). In effetti in quel periodo fu costruito un sistema di fortificazione che dal geografo bizantino Giorgio Ciprio venne chiamato "castello Soreano" (Kastron Soreon).

### Periodo medioevale

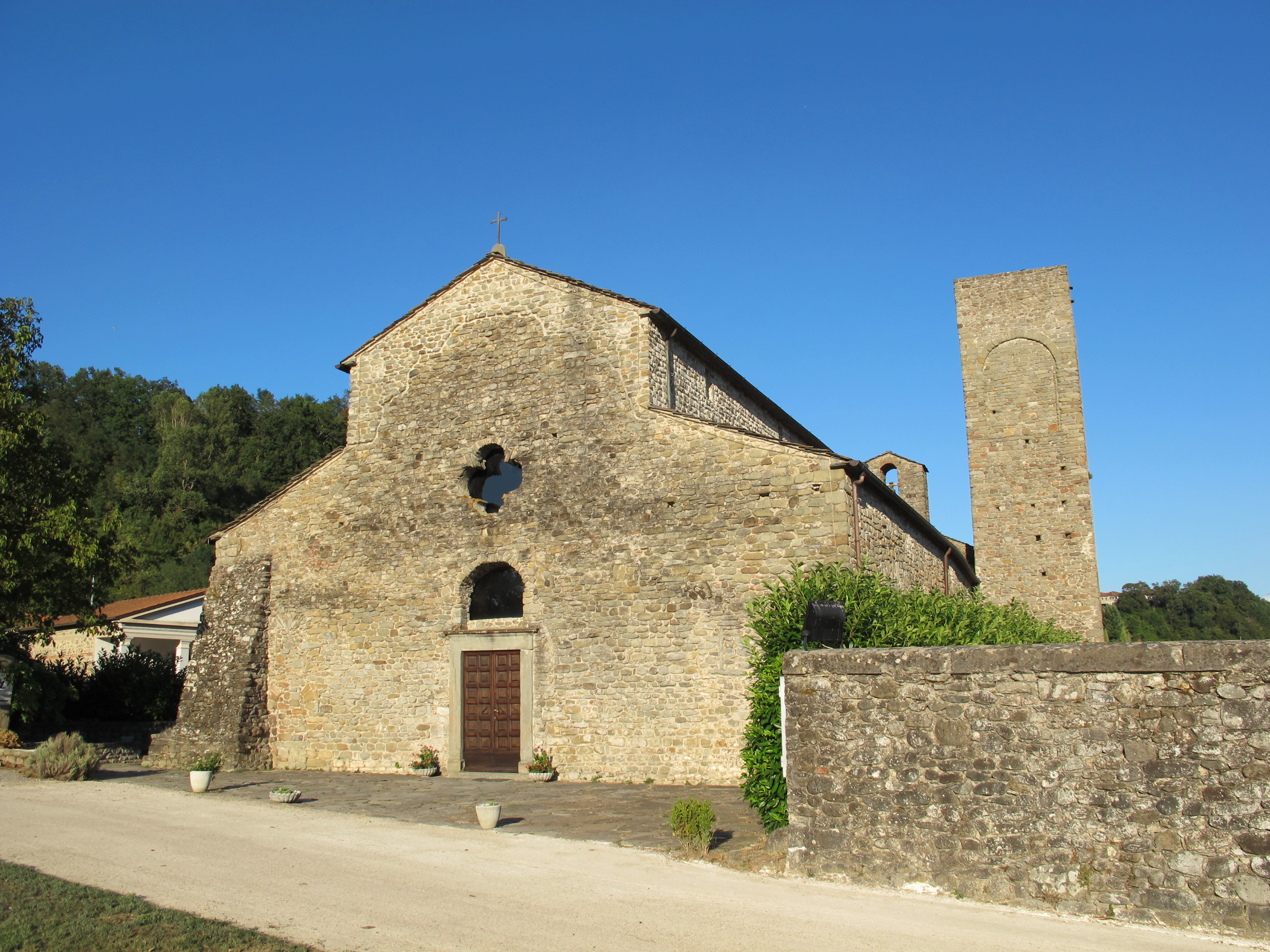
La pieve di Sorano

La strada della Cisa, già strada romana, in epoca medioevale era percorsa dai pellegrini. Al periodo longobardo risale la Pieve di Sorano. In epoca altomedievale sul colle fu eretto il castello di San Giorgio e a partire dal X-XI secolo si sviluppò ulteriormente il borgo.
Nel 1029 e nel 1033 il nome Feleteria compare per la prima volta in documenti ufficiali.
Nel 1077, con un privilegio dell'imperatore Arrigo IV, Filattiera fu concessa, insieme ad altre terre, a Ugo e a Folco d'Este. Gli Estensi a loro volta nel XII secolo la cedettero ai Malaspina. Nel 1221 avvenne infine la divisione del feudo nel tra Obizzino e Corrado Malaspina.
Al marchese Obizzino toccarono i territori alla sinistra del fiume Magra, con l'eccezione di Villafranca che restava a Corrado assieme ai territori di destra: Il primo feudo, corrispondente a tutta la Lunigiana orientale, ebbe per capoluogo Filattiera, il secondo Mulazzo. Si crearono in questo modo due nuove linee famigliari: la dinastia marchionale alla sinistra del fiume fu denominata dello "Spino Fiorito", per via del nuovo stemma di uno cespuglio spinoso fiorito su campo d'oro, mentre l'altra "dello Spino Secco".
La prolificità della famiglia Malaspina combinata alla loro prassi successoria che garantiva diritto di eredità a tutti i figli maschi portò alla frammentazione di rami minori in quasi tutti i centri della zona solo parzialmente compensata dall'estinzione di alcuni per endogamia. Già nel 1275 infatti si formarono i feudi di Verrucola e Olivola e, alla metà del XIV secolo, quelli di Treschietto, Castiglione del Terziere, Malgrate e Bagnone.

### Periodo moderno
Con la progressiva degradazione territoriale il feudo originale andò frammentandosi fino a divenire politicamente ed economicamente debole. Questo portò a un periodo di incertezza e tensione dei rapporti fra la nobiltà della zona e l'impero e i feudatari vicini, con il ramo dello Spino Secco gravitante nella sfera di influenza del ducato Milano e quello dello spino fiorito su quella di Firenze.
All'inizio del XVI secolo il marchese di Filattiera e quello di Villa Uccellina giurarono fedeltà al duca di Milano, rispettivamente il 29 maggio del 1500 e il 20 luglio 1524. Nel 1532 entrambi i feudatari, Manfredo Riccardo e Camillo Malaspina, furono condannati a morte dal Capitano di giustizia del capoluogo lombardo per vari delitti con l'ordine di confisca dei feudi da parte del Magistrato per le Entrate Straordinarie. Solo Camillo fu giustiziato e un quarto del suo feudo su ordine del magistrato fu concesso a Cesare Malaspina; Manfredo riuscì invece a fuggire in Toscana, e da qua invase nuovamente il feudo cedendolo a Alessandro de' Medici. In seguito alle proteste del duca di Milano, il duca di Firenze decise di aspettare il consenso dell'imperatore prima di procedere a annettere il territorio. Solo alcuni anni dopo l'imperatore concesse il feudo a Pietro Francesco e Leonardo de Nocetis, che a loro volta lo vendettero a Cosimo I de' Medici.Secondo altre fonti,  la cessione avvenne per contratto dal marchese Bernabò Manfredi a Cosimo I il 17 marzo 1549, riservandosi i diritti feudali.
Indipendentemente dai dettagli sulla cessione, a partire dalla seconda metà del XVI secolo Filattiera entrò a far parte dei possedimenti del Granducato di Toscana del capitanato di Fivizzano, seguendone le sorti.

### Periodo contemporaneo
Dopo il 1847 il comune fece parte degli Stati Parmensi.

### Simboli
La torre nello stemma fa riferimento all'origine del toponimo Filattiera che deriverebbe da Fulacterion, che indicava una torre di guardia del sistema difensivo bizantino.
Il gonfalone è un drappo partito di bianco e di giallo.

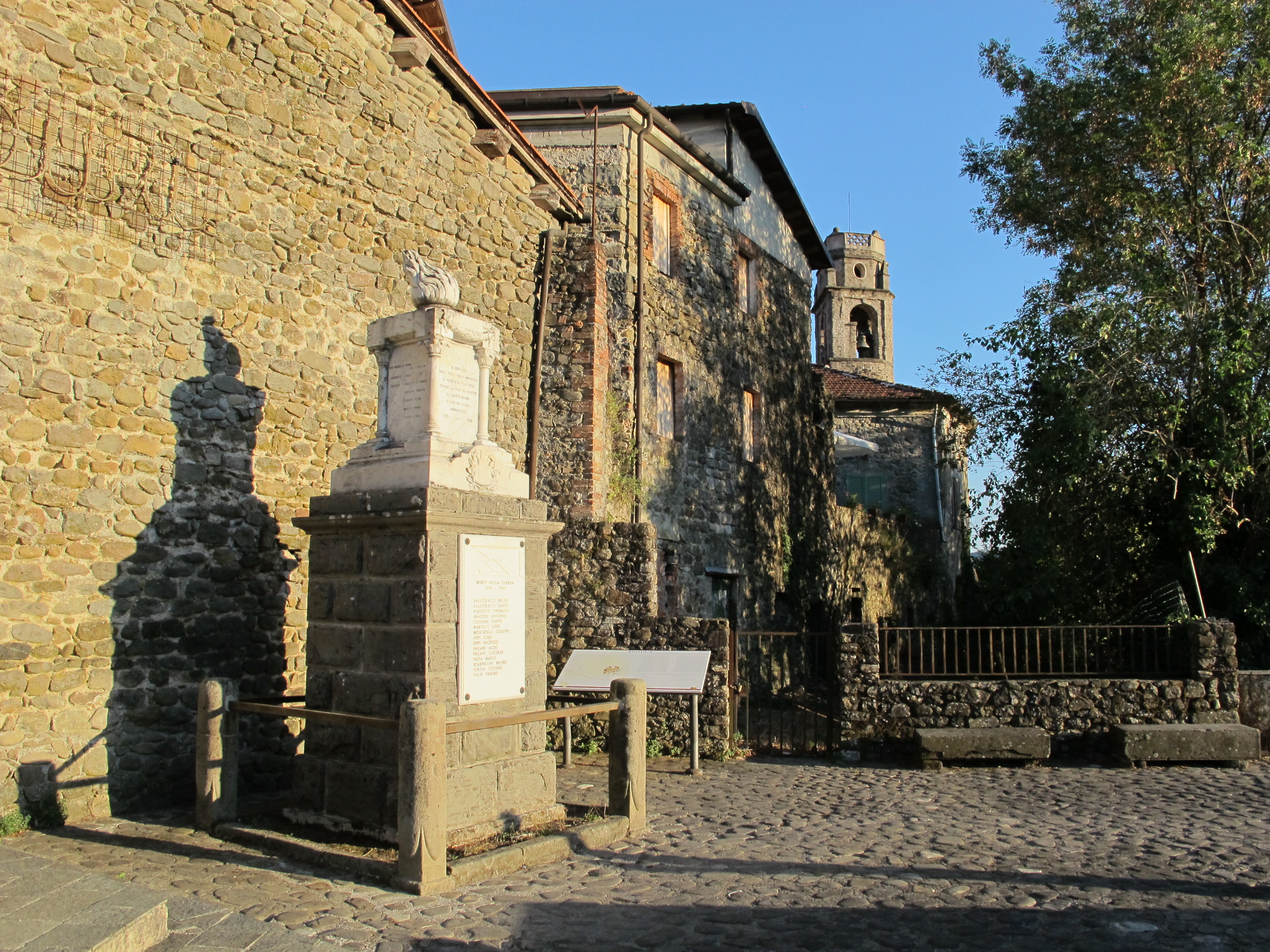
Monumento ai Caduti

## Monumenti e luoghi d'interesse

### Architetture religiose

#### Pieve di Santo Stefano
La Pieve di Santo Stefano a Sorano è sita sul fondovalle della Magra, lungo il percorso dell'antica via Francigena. Ha una datazione controversa, che viene fatta risalire attorno al X o XI secolo, ed è attestata per la prima volta nel 1148.
Fu costruita usando ciottoli fluviali secondo lo stile romanico su schema basilicale a tre navate, divise da robusti pilastri circolari con capitelli monolitici appena sbozzati, e tre absidi coperte di lavagna. La grande abside centrale è affiancata dalle due minori che mostrano, ben visibili all'esterno, evidenti segni dell'aggiunta in epoche successive al corpo originario della pieve; sul lato sinistro è presente la possente torre a base quadrata e un campanile a vela.
Al suo interno sono state trovate durante i lavori di restauro del 1925 due statue stele frammentarie. Una statua, utilizzata come roccia per la costruzione delle murature, è ancora visibile all'interno della pieve; è stata restaurata e dotata di pannelli indicanti la sua storia.

#### Chiesa di Santa Maria
La chiesa di Santa Maria è situata nel borgo antico di fronte alla sede comunale. Ristrutturata nel XVI secolo, con il graduale spopolamento della zona di Sorano ottenne i privilegi delle pieve di Santo Stefano. La chiesa ha un'abside medioevale e una torre circolare dotata di orologio.

#### Chiesa di San Giovanni Battista
La chiesa di San Giovanni Battista è l'edificio di culto della frazione di Dobbiana. La chiesa risale probabilmente al periodo altomedievale, anche se l'attuale aspetto è dovuto ad una ricostruzione voluta dai pontremolesi nel 1426.

#### Chiesa di San Giorgio
San Giorgio è un'antica chiesa castrense che ospita una preziosa testimonianza, la Lapide di Leodegar. Risalente al 752, la lapide narra di Leodegar, un missionario giunto in Lunigiana dove combatté il paganesimo, fondò chiese e convertì popolazioni.

#### Altre chiese
- Chiesa di Santa Maria Assunta a Caprio
- Chiesa di San Martino a Cavallana
- Chiesa dei Santi Michele arcangelo e Giacomo apostolo a Gigliana
- Chiesa dei Santi Vincenzo e Anastasio a Lusignana
- Chiesa di San Giorgio a Rocca Sigillina
- Chiesa di Sant'Andrea apostolo a Scorcetoli
- Chiesa di San Michele arcangelo a Serravalle

#### Oratori
- Oratorio di Sant'Anna a Caprio
- Oratorio dei Santi Bernardo e Rocco a Ponticello
- Oratorio della Natività di Maria a Rocca Sigillina
- Oratorio di San Rocco a Rocca Sigillina
- Oratorio di San Rocco, in località Canale

### Architetture civili

#### Ospitale di San Jacopo

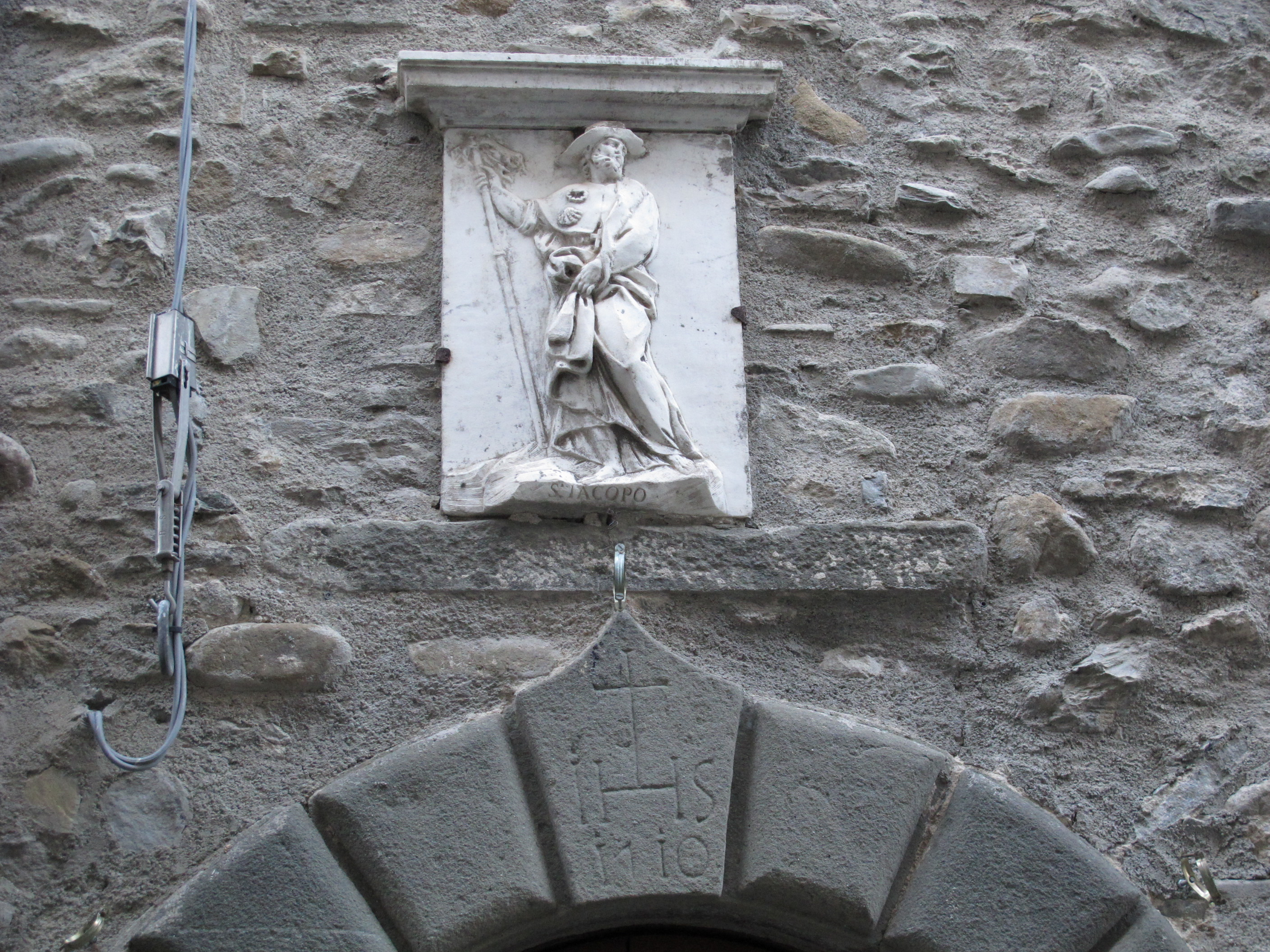
Portale dell'Ospitale di San Jacopo

All'interno del borgo si conserva l'edificio dell'antico Ospitale di San Giacomo di Altopascio, una delle istituzioni caritatevoli che offriva asilio ai pellegrini sulla via Francigena.
L'Hospitale è indicato da una croce templare rifatta sull'originale e da un marmo che mostra un San Jacopo dinamico in veste medioevale da pellegrino.

#### Casa di Pietro Ferrari
Nell'antico "Borgo della Chiesa" (ora via Santa Maria) si trova una casa malaspiniana risalente al Medioevo (XIV secolo)  originariamente adibita a bottega e casa di abitazione. L'abitazione fu la casa natale del generale Pietro Ferrari, come testimonia una lapide murata a ricordo sulla facciata.

#### Mulini Malaspina
I mulini furono realizzati dai Malaspina nella parte bassa del piano del paese. Si tratta di edifici in pietra con volte generalmente a botte, adibiti a ospitare impianti di macinazione ed altre attività agricole. Risalgono nella forma attuale al XVI e XVII secolo e portano il nome delle facoltose famiglie locali che successivamente li hanno acquistati (il "Mulino Giuliani", il "Mulino Zampetti", il "Podere Ferrari").

#### Case-torri
Nella zona pianeggiante di Caprio e di Ponticello sono inoltre visibili diverse case-torri, caratteristiche abitazioni fortificate, tipicamente usate nei siti agricoli di fondovalle.

### Architetture militari
Il territorio della valle del Caprio ha visto succedersi nell'arco di un millennio delle strutture difensive alquanto variegate, le quali, anziché adattarsi alle nuove esigenze e dominazioni come in altri luoghi, sono state spesso rimpiazzate da nuove installazioni. I complessi militari e difensivi più antichi sono quindi ancora visibili come sono stati concepiti all'epoca, sebbene una parte versi in stato di abbandono, invasa dalla vegetazione o spogliata di materiali impiegati in altre opere.
Le infrastrutture difensive principali presenti nel territorio dell'attuale comune sono ascrivibili a due gruppi principali:
- Il primo gruppo è rappresentato dal borgo principale che sorge su uno sperone preappenninico. La sua posizione permetteva la protezione del tracciato della via Francigena o pontremolese,[22] cioè della viabilità che, seguendo il corso del Magra, metteva in comunicazione le zone dell'Emilia con la costa, Genova e Roma). Di questo gruppo sono tutt'oggi visibili i castelli succedutisi in epoche diverse, che si trovano a breve distanza l'uno dall'altro: il Castelvecchio, il Castello di San Giorgio e il Castello del borgo di Filattiera.
- L'altro gruppo di infrastrutture difensive si trova nell'alta valle del torrente Caprio, affluente del Magra, dove a quota 800 m s.l.m. si trovano i ruderi di Monte Castello, insediamento del VII secolo, posto a controllo e difesa della strada che portava nel parmense, la via del sale.[23][24]

#### Torre di San Giorgio

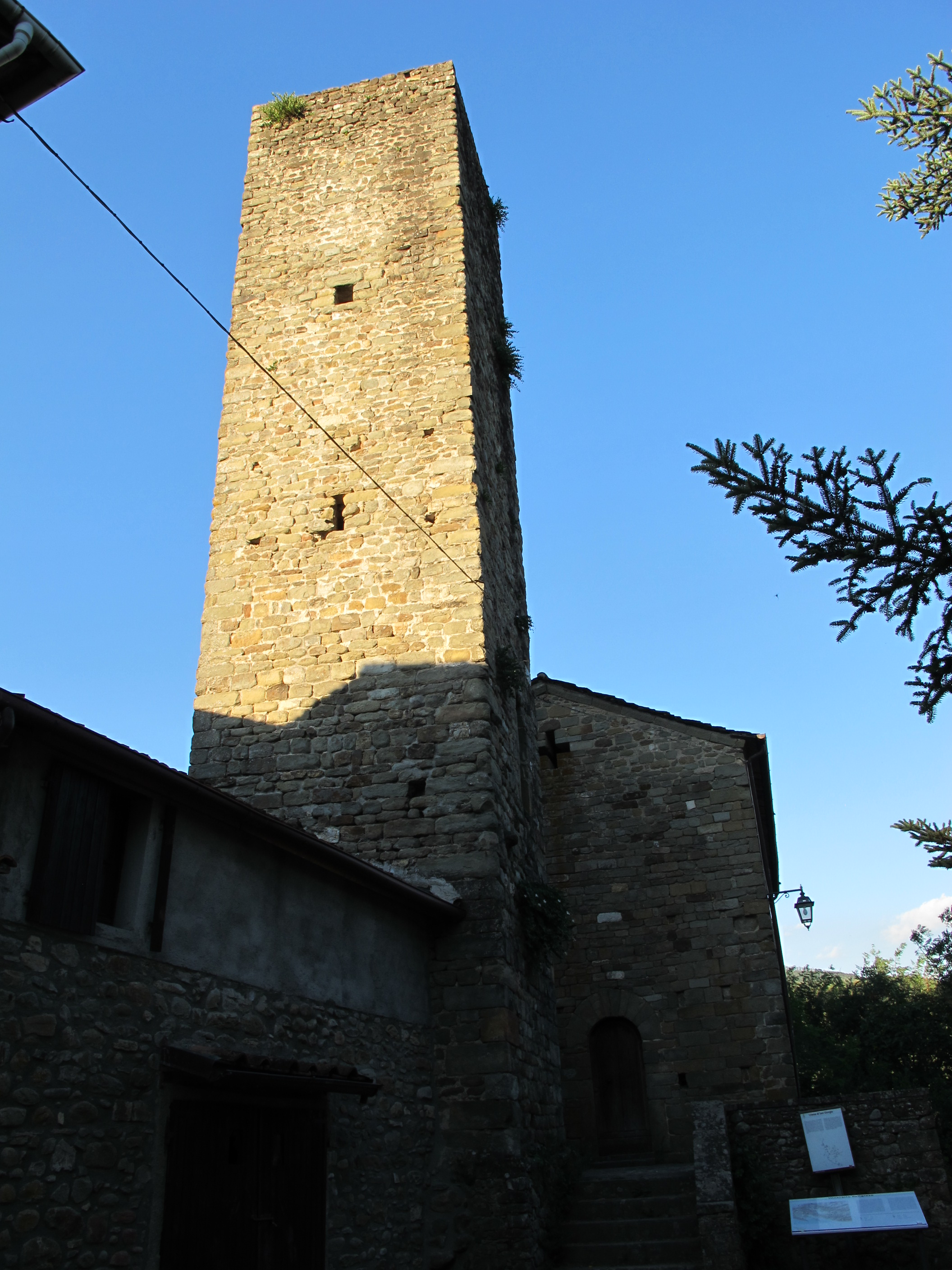
La torre di San Giorgio

Sulla collina di San Giorgio, di origine fluviale, fu eretta nell'alto Medioevo una struttura difensiva a protezione della via Francigena. Il complesso difensivo si trova sul versante nord-occidentale all'ingresso dell'abitato, e fu costruito con ciottoli fluviali e conci d'arenaria provenienti da una cava posta a più di cinque chilometri di distanza. Al suo fianco fu edificata la chiesetta dedicata al santo omonimo, risalente al XII secolo.
Il complesso, a causa delle caratteristiche prettamente difensive, non si prestò ad essere riconvertito in una residenza marchionale e fu nel corso dei secoli profondamente ricostruito. Completamente circondato da mura, ne sopravvive oggi la torre in pietra, posta all'estremità sud-occidentale del borgo murato e riconvertita nel campanile della vicina chiesa.

#### Castello di Filattiera

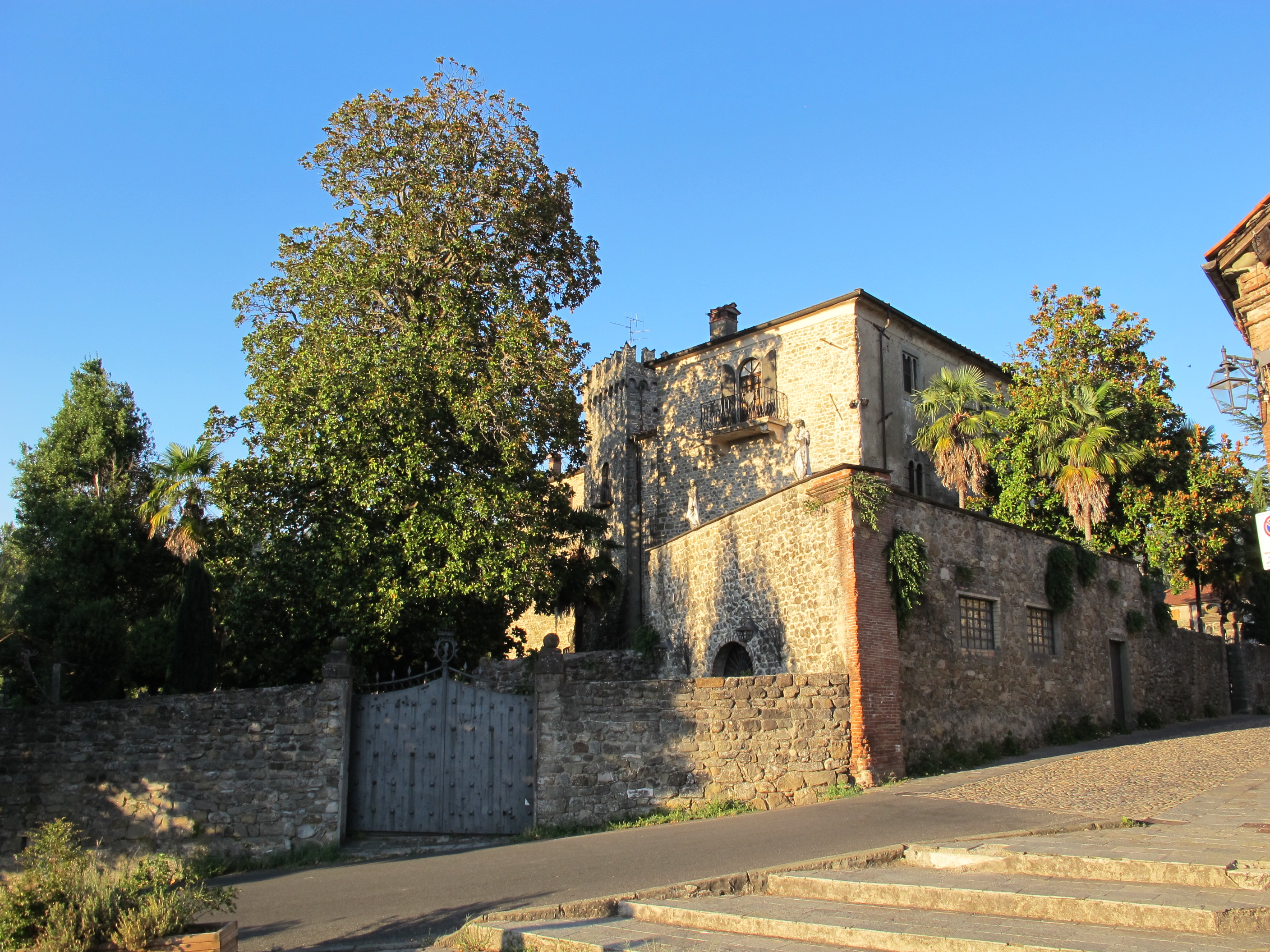
Il castello Malaspina

Nella seconda metà del XIV secolo i Malaspina proposero la costruzione di un altro castello, che si trova all'ingresso del borgo. Il castello è circondato da un vasto giardino, un tempo circondato a sua volta da un fossato e da mura: l'interno del castello presenta tre saloni di grandi dimensioni, tra i quali quello superiore è coperto da cassettoni in legno ed usato come salone di rappresentanza; nel salone a piano terra vi è un pilastro centrale che sorregge quattro volte a crociera.
Il folklore locale vuole che in questo castello viva un cavaliere solitario, denominato goliardicamente "Fil" (dal nome della città in cui è collocato il castello); la tradizione avrebbe identificato questo mitico cavaliere come un combattente cristiano, forse un crociato, che, come un Donchisciotte ante litteram, combatte una battaglia ideologica contro la corruzione e i soprusi di un mondo che sta cambiando rapidamente, in difesa della tradizione.

### Scavi archeologici
Scavi nella zona hanno portato alla luce un insediamento romano tardoimperiale.

### Aree naturali
Il territorio comunale per la sua natura orografica è ricco di percorsi di trekking. Il Comune di Filattiera è percorso dalla Via Francigena, che per molti tratti ricalca l'originario percorso medievale.
Lungo la strada statale 62 della Cisa all'altezza dell'incrocio per Filattiera vi è il "Percorso Natura Giancarlo Martelli", un percorso di 3 km completo di stazioni attrezzate con attrezzi ginnici.

## Società

### Evoluzione demografica
Abitanti censiti

## Cultura

### Eventi

#### Fuoco di Sant'Antonio
La festa di sant'Antonio abate, che si tiene il 16 gennaio, è celebrata con una funzione religiosa, una processione e un'accensione dei falò nelle varie località del comune (Centro storico, Dorbola e Volpino) che gareggiano nel realizzare la fiamma più alta. Conclude l'evento un banchetto accanto al castello malaspianiano.

#### Estemporanea di pittura "Scorci di Filattiera"
L'Estemporanea di Pittura si svolge la penultima domenica di maggio ed è nata nel 2009 sulle ceneri del vecchio premio di pittura “S.Giorgio – M. Cavazzini”. In una sola giornata vari artisti ritraggono, con tecniche a loro scelta, gli scorci più suggestivi del centro storico, concorrendo per l'assegnazione di un premio in denaro.

#### Festa della Fame e della Sete
La festa della Fame e della Sete si svolge all'interno delle mura del centro storico del capoluogo, l'ultimo fine settimana di giugno. - Nel 2018 è ricorso il 20º anniversario della festa. È uno dei primi eventi della stagione delle feste paesane di tutta l'alta Lunigiana e si è notevolmente ingrandita nel corso degli anni.
La manifestazione attuale è nata nel 1998 ed è erede della precedente "festa del Porco" organizzata dalla Banda Musicale Filattierese, la cui ultima edizione ebbe un afflusso talmente elevato ed inaspettato da veder esaurire rapidamente le scorte di cibo. La festa fu così scherzosamente rinominata come quella della "Fame e della Sete", un nome che rimase fin dall'anno successivo quando si decise di adottarlo per richiamare goliardicamente quel particolare epilogo.

#### Motoraduno Alta Lunigiana
Il "Motoraduno Alta Lunigiana" è iniziato nel 2010 con la collaborazione della Federazione Motociclistica Italiana, la Pro Loco Filattiera e la Lokomotiv Cantiere. Si tiene ogni anno in località La Selva e dura tre giorni.

## Geografia antropica

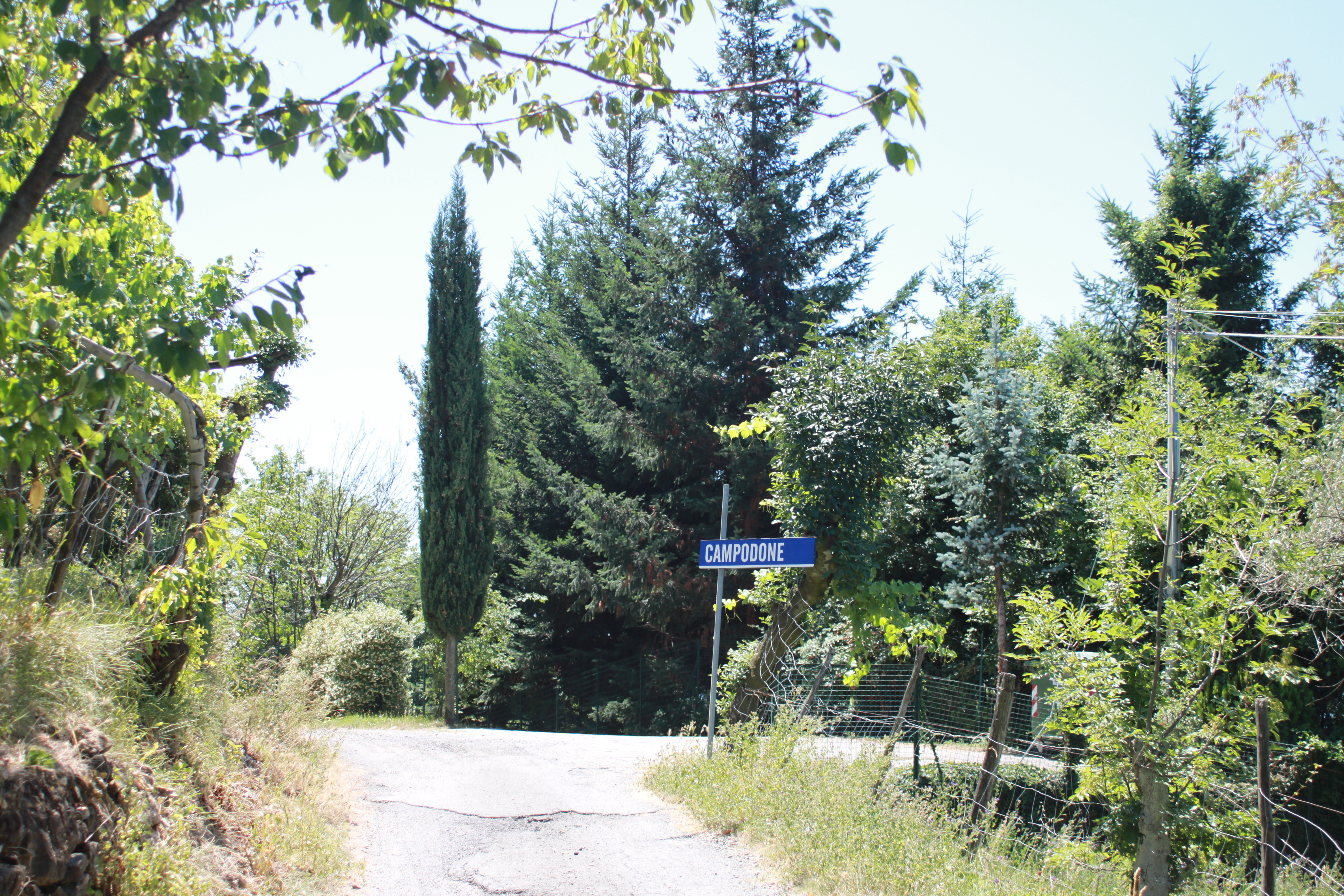
La località di Campodone.

### Frazioni
Le frazioni del comune di Filattiera sono:
- Caprio (284 m s.l.m., 131 abitanti)[32]
- Cavallana (429 m s.l.m., 32 ab.)[32]
- Dobbiana (480 m s.l.m., 42 ab.)[33]
- Gigliana (485 m s.l.m., 22 ab.)[32]
- Lusignana (545 m s.l.m., 28 ab.)[34]
- Migliarina (179 m s.l.m., 139 ab.)[32]
- Ponticello (230 m s.l.m., 416 ab.)[32]
- Rocca Sigillina (506 m s.l.m., 85 ab.)[32]
- Scorcetoli[35] (202 m s.l.m., 227 ab.)[32]
- Serravalle (506 m s.l.m., 70 ab.)[32]

### Altre località del territorio
Altre località minori che compongono il territorio comunale di Filattiera sono quelle di Arnuzzolo, Calizzana, Campodone, Canale, Cantiere, Chioschi, Dorbola, Macerie, Monteluscio, Pala, Posponte di Lusignana, Rottigliana di Sotto, Sorano, Tarasco, Vignolo di Lusignana, Volpino.

## Economia

### Agricoltura
Il territorio ospita coltivazioni di grano, orzo e patate. Sono presenti terrazzi adibiti a vigne e a uliveti, anche se il territorio e il clima sono adatti a quest'ultima coltivazione meno che altre zone limitrofe. Nel XIX secolo la produzione di fieno era pari in volume a quella della limitrofa Bagnone, nonostante il territorio di quest'ultima fosse quattro volte superiore. Importante per la zona è l'economia del castagno.

## Infrastrutture e trasporti

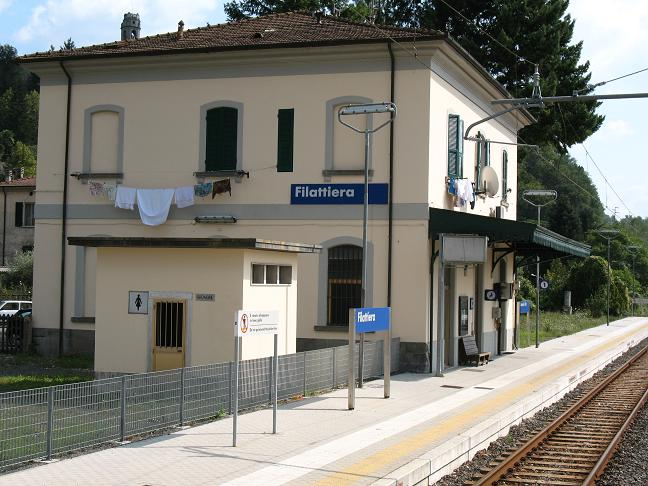
La stazione di Filattiera

### Strade
Il territorio di Filattiera è attraversato da sud a nord dalla strada statale 62 della Cisa, importante via di comunicazione che collega Sarzana con la città di Parma. La statale attraversa il centro abitato di Filattiera e le frazioni di Migliarina e Scorcetoli, prima di raggiungere Pontremoli.
Tra le altre strade secondarie si ricordano due strade provinciali, segnatamente la provinciale 33 Gigliana, che collega Filattiera con le frazioni di Gigliana, Lusignana e Rocca Sigillina, e la provinciale 35 Caprio, che invece interessa le frazioni di Scorcetoli, Ponticello e la stessa Caprio.

### Ferrovie
La città è raggiungibile in treno con la Ferrovia Pontremolese e all'interno del comune si contano due stazioni ferroviarie: la stazione di Filattiera, a servizio del capoluogo, e la stazione di Scorcetoli, a servizio dell'omonima frazione.

## Amministrazione
Di seguito è presentata una tabella relativa alle amministrazioni che si sono succedute in questo comune.
| Periodo        | Periodo        | Primo cittadino   | Partito                              | Carica  | Note   |
| -------------- | -------------- | ----------------- | ------------------------------------ | ------- | ------ |
| 15 giugno 1985 | 7 giugno 1990  | Paolo Zammori     | indipendente                         | Sindaco | [ 36 ] |
| 7 giugno 1990  | 24 aprile 1995 | Paolo Zammori     | Democrazia Proletaria                | Sindaco | [ 36 ] |
| 24 aprile 1995 | 14 giugno 1999 | Paolo Zammori     | centro-sinistra (liste civiche)      | Sindaco | [ 36 ] |
| 14 giugno 1999 | 14 giugno 2004 | Pierluigi Bardini | centro-sinistra (liste civiche)      | Sindaco | [ 36 ] |
| 14 giugno 2004 | 8 giugno 2009  | Pierluigi Bardini | Democratici di Sinistra              | Sindaco | [ 36 ] |
| 8 giugno 2009  | 26 maggio 2014 | Lino Mori         | lista civica                         | Sindaco | [ 36 ] |
| 26 maggio 2014 | 27 maggio 2019 | Annalisa Folloni  | lista civica Alternativa Democratica | Sindaco | [ 36 ] |
| 27 maggio 2019 | in carica      | Annalisa Folloni  | lista civica Alternativa Democratica | Sindaco | [ 36 ] |

## Sport

### Calcio
Filattiera vanta tre squadre di calcio che giocano le partite di casa nel campo sportivo "La Selva". Le squadre sono: la Filattierese che milita in Seconda Categoria, gli Amatori Calcio Filattiera e il Delta del Caprio che militano nel campionato amatoriale.

### Pallavolo
L'Orsaro Volley milita in Serie D.

### Impianti sportivi
- Campo sportivo comunale "La Selva"
- Palazzetto dello sport comunale